# The Lakeside Sessions Vol. 1
Lakeside Sessions Vol. 1 es un EP del grupo musical de rock alternativo neozelandés Evermore, lanzado el 20 de diciembre de 2005 por el sello discográfico Warner Music. 
El EP fue lanzado para promocionar los sencillos del primer álbum de la banda y cuenta con canciones provenientes de su primer álbum de estudio, Dreams lanzado en 2004 y de su EP, My Own Way EP.

## Lista de canciones
Todas las canciones escritas y compuestas por Evermore. 
| Lakeside Sessions Vol. 1 |                                            |          |  |
| N.º                      | Título                                     | Duración |  |
| 1.                       | «My Own Way»                               | 4:30     |  |
| 2.                       | «Talking - Intro to It's Too Late»         | 0:30     |  |
| 3.                       | «It's Too Late»                            | 4:15     |  |
| 4.                       | «Talking - Intro to Hope»                  | 0:20     |  |
| 5.                       | «Hope»                                     | 3:32     |  |
| 6.                       | «For One Day»                              | 3:37     |  |
| 7.                       | «Talking - Intro to Dreams Call Out To Me» | 0:30     |  |
| 8.                       | «Dreams Call Out To Me»                    | 4:28     |  |

## Personal
- Jon Hume - vocales, guitarra
- Peter Hume - vocales, teclados, bajo
- Dann Hume - vocales, batería

## Historia
| Región    | Fecha                   | Sello        | Formato | Catálogo   |
| --------- | ----------------------- | ------------ | ------- | ---------- |
| Australia | 20 de diciembre de 2005 | Warner Music | CD, EP  | 5101183362 |